# Bàsquet Girona
El Bàsquet Girona (oficialment Club Bàsquet Girona 2014) és un club de bàsquet de la ciutat de Girona que juga a la Lliga ACB. El club fou fundat pel pivot català Marc Gasol, que també el presideix.

## Història
L'entitat va ser fundada l'any 2014 pel jugador de l'NBA Marc Gasol, amb el nom "Club Escola Bàsquet Marc Gasol". Marc Gasol va ser el president, acompanyat per Alex Formento com a vicepresident, Marc Pena de director esportiu i Jesús Escosa com a secretari tècnic. Va debutar amb cinc equips que competien en diferents categories de promoció del bàsquet català.
L'any 2016 es va afegir el nom de la ciutat de Girona al nom del club canviant a "Escola de Bàsquet Girona Marc Gasol" i un any més tard, va canviar una altra vegada el seu nom a l'actual Bàsquet Girona.
Amb l'objectiu d'arrelar, de nou, un projecte engrescador de bàsquet a la ciutat de Girona, l'any 2017 el Bàsquet Girona crea el seu primer equip sènior, el qual va debutar la temporada 2017-18 a la lliga EBA, la quarta categoria espanyola, amb Quim Costa d'entrenador. En acabar la primera temporada el club va aprofitar l'ampliació a 24 equips de la lliga LEB Plata per ascendir una categoria.
L'equip es consolida a la tercera categoria del bàsquet espanyol. En la temporada 2019-2020 s'incorpora el base gironí Albert Sàbat i Vilà, l'exjugador del Club Bàsquet Tarragona Antonio Hester, i es mantenen de la temporada anterior a Robert Cosialls i a Sergi Costa. L'equip es classifica per a la fase d'ascens a LEB Oro, però degut a la pandèmia mundial causada pel COVID-19 la temporada s'acaba anul·lant i al maig de 2020 s'acaba certificant el seu ascens de categoria. Els primers moviments per a la nova temporada són les contractacions de l'entrenador badaloní Carles Marco i Viñas, amb qui es dona continuïtat als membres de l'equip tècnic del curs anterior. Per altra banda, el club busca la consolidació de la base social del club i anuncia la intenció d'arribar als 2.000 abonaments per a l'any de debut a LEB Or.
El 19 de juny de 2022, amb el president-jugador Marc Gasol a la pista, s'imposa a l'Estudiantes a la Final Four de la LEB Or, disputada a Girona, i aconsegueix l'ascens a la Lliga ACB.
El 18 de juny de 2025 s'anuncià en un acte conjunt a Fontajau la fusió entre el Bàsquet Girona i l'Uni Girona en una mateixa entitat, amb l'objectiu d'impulsar ambdós clubs cap a nous objectius, i permetent a l'Uni Girona sortir de les dificultats econòmiques en què es trobava. El nou organigrama ajuntà les dues juntes en un Consell, transversal per a ambdues seccions.

## Temporades
| Temporada | Divisió | Lliga           | Pos. | G–P   | Ref.   |
| --------- | ------- | --------------- | ---- | ----- | ------ |
| 2017–18   | 4       | Lliga EBA       | 3r   | 17–9  | [ 9 ]  |
| 2018–19   | 3       | Lliga LEB Plata | 9è   | 24-20 | [ 10 ] |
| 2019–20   | 3       | Lliga LEB Plata | 2n   | 9-4   | [ 11 ] |
| 2020-21   | 2       | Lliga LEB Or    | 14è  | 18-16 | [ 12 ] |
| 2021-22   | 2       | Lliga LEB Or    | 4t   | 21-13 | [ 7 ]  |
| 2022-23   | 1       | Lliga ACB       | 15è  | 11-23 |        |
| 2023-24   | 1       | Lliga ACB       | 14è  | 13-21 |        |
| 2024-25   | 1       | Lliga ACB       | 14è  | 12-22 |        |

| Temporades en els quals va aconseguir l'ascens. |